# Karlskoga SK
Karlskoga SK, förkortat KSK, är en svensk idrottsklubb från Karlskoga, grundad år 1931 men återupptagen år 1941 efter att klubben varit vilande från år 1936 till 1941. Hemmaarena är Stråvallen i Karlskoga där serie- och cupmatcher spelas. 
Representationslaget har som bäst spelat i Division 4 Värmland, där de även håller till år 2025 – Värmlands högsta serie. 
Klubben har sina lokaler i Stråningstorp, intill Stråvallen, där det finns omklädningsrum, klubblokal och kansli. KSK har lag i de flesta åldersgrupper samt A-lag för både herrar och damer. Damlaget spelar i Division 3 säsongen 2025.

## Historik

### Start för idrottsklubben
Idrottsklubben var aktiv från 1931 till 1936, men efter ett femårigt uppehåll från 1936 till 1941 väcktes ett nytt engagemang i den södra stadsdelen för att återuppliva föreningen och satsa på idrott igen.
På hösten 1941 samlades den idrottsintresserade ungdomen i Skranta ordenshus och beslöt att man skulle bilda en klubb. En Styrelse utsågs och ordförande i denna blev Gunnar Flood. En av de första och vitalaste frågorna var naturligtvis vad klubben skulle heta. Det namn man fastnade för var IK Sport. Även Westermalm fanns med som förslag. Man skickade in sin inträdesanmälan och namnförslag till Svenska Fotbollförbundet ovetande om att det redan fanns en klubb i landet som hade detta namn. Det blev alltså avslag. Styrelsen enades då om att ta upp det gamla hedervärda namnet Karlskoga Sportklubb och detta mötte inga svårigheter.
Rune fanns med i bilden då klubben bildades 1941, han var då en idrottsintresserad yngling på 15 år. 1955 tog Rune över ordförande klubban och behöll den i hela 40 år. I Karlskoga Sportklubb har Rune "Blöt" Pettersson erhållit klubbens högsta utmärkelser och är idag Hedersordförande.

### Omstarten 2019
Efter att seniorverksamheten hade varit vilande sedan 2013 bestämde sig ett flertal ungdomar att kvarterslaget "Sporten" behövde ha ett representativlag återigen. De tog kontakt med styrelsen vintern 2018 och förmedlade sina tankar. Idén mottogs bra av dem och omstarten var ett faktum.
Inför säsong 2019 kontaktade de spelare med KSK som moderklubb med frågan om de vore intresserade av att vara med i omstarten. Vid säsongsstart hade laget drygt 25 stycken spelare. Allt ifrån åldrarna 17–40, aktiva likväl som vilande spelare. Under säsongen drogs det mycket folk till hemmamatcherna då kvarterslaget hade varit mycket saknat, det ordnades publikfester och antalet åskådare per match låg på 300. Laget slutade på en tredjeplats i Division 7 Östra Värmland men fick en "gratisplats" till Division 6 Östra Värmland på grund av utgående lag i serien.

## Säsonger

### Säsong 2020
Säsong 2020 bestod enbart av 7 matcher i Division 6 Östra Värmland, KSK vann 6 av dom. Laget slutade på 18 poäng med en målskillnad på +8 och blev därav seriesegrare och uppflyttade till Division 5 Östra Värmland.

### Säsong 2021
Säsong 2021 bestod av 20 matcher där KSK vann 14 av dom. Laget vann serien på bäst målskillnad (+24), då även IFK Kristinehamn slutade på 45 poäng. ¨Sporten¨ stod även för flest hållna nollor i serien (7). 

### Säsong 2022
Säsong 2022 bestod av 22 matcher i Divison 4 Värmland för KSK. Laget vann 6 av dom och slutade på negativt kval. Kvalspelet bestod av 2 matcher sinsemellan 3 lag, Karlskoga SK, IF Örnen och FBK Karlstad 2. KSK spelade lika mot FBK och vann mot IF Örnen vilket resulterade i spel i Division 4 Värmland även säsong 2023.

### Säsong 2023
Säsong 2023 bestod av 22 matcher i Division 4 Värmland för KSK. Laget vann 7 av dom och placerade sig precis ovanför negativt kval med de 27 inkasserade poängen. -4 i målskillnad.

#### Intern skyttekung
- Ludwig Bergenheim (8)

### Säsong 2024
Säsong 2024 bestod av 24 matcher i Division 4 Värmland för KSK. Laget vann 8 av dom och placerade sig på 8:e plats (30p) med en målskillnad på -8.

#### Interna skyttekungar[2]
- Ludwig Bergenheim (5)
- Tim Svensson (5)

### Säsong 2025
Laget leds under Marcus Puranen tillsammans med assisterande Fredrik Eriksson och Oskar Ekberg.

## Tabellplaceringar
| År   | Division             | Placering | Kommentar                           |
| ---- | -------------------- | --------- | ----------------------------------- |
| 2019 | Div 7 Östra Värmland | 3         | Friplats till div 6 nästkommande år |
| 2020 | Div 6 Östra Värmland | 1         | Uppflyttade                         |
| 2021 | Div 5 Östra Värmland | 1         | Upplyttade                          |
| 2022 | Div 4 Värmland       | 10        | Negativt kval                       |
| 2023 | Div 4 Värmland       | 9         | Neutral mark                        |
| 2024 | Div 4 Värmland       | 8         | Neutral mark                        |
| 2025 | Div 4 Värmland       |           |                                     |

## Spelartrupp 2025
| Nummer | Land                    | Spelare           | Födelsedatum      | Kom från     | Moderklubb   | Position    |
| ------ | ----------------------- | ----------------- | ----------------- | ------------ | ------------ | ----------- |
| 1      | Sverige                 | Sigge Jakobsson   | 6 mars 2001       | BK Forward   | Karlskoga SK | Målvakt     |
| 2 (C)  | Sverige                 | Lukas Söderqvist  | 19 juli 2000      |              | Karlskoga SK | Forward     |
| 4      | Sverige                 | Tim Westman       | 21 april 2000     |              |              | Back        |
| 5      | Bosnien och Hercegovina | Alen Korac        | 28 januari 2001   |              | Karlskoga SK | Mittfältare |
| 6      | Sverige                 | Arvid Kjellman    | 20 augusti 2004   |              | Karlskoga SK | Back        |
| ✮ 7 ✮  | Sverige                 | Joakim Rydh       | 20 maj 1984       |              | Karlskoga SK | Back        |
| 8      | Irak                    | Josef Hamza       | 4 april 2001      |              | Karlskoga SK | Mittfältare |
| 9      | Sverige                 | Tim Svensson      | 17 februari 2003  |              |              | Forward     |
| 10     | Sverige                 | Zacke Lundqvist   | 27 juli 2004      | KB Karlskoga |              | Mittfältare |
| 11     | Sverige                 | Ludwig Bergenheim | 20 maj 2004       | Degerfors IF |              | Forward     |
| 12     | Sverige                 | Arvid Eriksson    | 27 mars 2003      |              |              | Mittfältare |
| 13     | Sverige                 | Edvin Skogman     | 11 december 2000  |              | Karlskoga SK | Back        |
| 14     | Sverige                 | Anton Lennkvist   | 15 september 2000 |              | Karlskoga SK | Back        |
| 15     | Sverige                 | Johan Sundberg    | 8 april 2002      | Immetorps BK |              | Forward     |
| 17     | Sverige                 | Benjamin Hunter   | 5 mars 2000       | KB Karlskoga |              | Mittfältare |
| 18     | Sverige                 | Julian Lans       | 16 maj 2007       |              |              | Mittfältare |
| 19     | Sverige                 | Philip Sjöholm    | 24 augusti 2002   | Immetorps BK |              | Mittfältare |
| 20     | Sverige                 | Edvin Eriksson    | 4 april 2005      |              |              | Mittfältare |
| 21     | Sverige                 | Adam Björkman     | 12 februari 2001  |              |              | Back        |
| 22     | Sverige                 | Alfred Vestervall | 26 april 2004     | KB Karlskoga |              | Mittfältare |
| 23     | Sverige                 | Lukas Sjöberg     | 21 april 2000     |              |              | Mittfältare |
| 26     | Sverige                 | Hugo Malmberg     | 25 juni 2008      |              | Karlskoga SK | Back        |

## Profiler
- Martin Broberg i Örebro SK (2021) har KSK som moderklubb.
- Tobias Solberg i Degerfors IF (2021) har KSK som moderklubb.
- Emil Johansson har KSK som moderklubb.